# 沖縄時報
沖縄時報（おきなわじほう）は、アメリカ統治時代に存在した地方新聞である。

## 概要
1967年8月1日、那覇市で創刊した。社長は、崎間敏勝。「公正で中立、的確は報道」をキャッチフレーズとした。しかし、沖縄の本土復帰論が高まるなか、「復帰尚早論」など現状肯定の主張が読者の支持を得られず低迷した。また労使紛争（沖縄時報社争議）のため1969年9月に休刊となり、そのまま自然消滅した。

## 沖縄時報社争議
劣悪な労働条件の改善を求め、1968年10月に沖縄時報の労働組合が結成された。団体交渉で決着がつかず、1969年9月5日から無期限全面ストライキに入り、『沖縄時報』は休刊となる。
労働組合側は社屋を自主管理し、1969年12月、『沖縄労働者新聞』を創刊した。これに対して社屋の抵当権を持っていた琉球開発金融公社が引き渡しを求めて、裁判に提訴するに至った。1970年12月、労働組合側に11,000ドルを支払うことで妥結した。

## スクープ
沖縄駐留のアメリカ軍用地の地主たちの団体である市町村土地特別委員連合会（現：沖縄県軍用地等地主会連合会、通称：土地連）の会長で、保守系の立法院議員でもあった桑江朝幸と名の入った封筒に5ドルが入っている写真を沖縄時報に掲載し、議員買収と報じた。桑江は名誉毀損で裁判に訴え、また沖縄時報側の主張によれば、桑江がアメリカ民政府の高等弁務官に、この写真を撮影した奄美群島出身者であった記者の強制送還を依頼したが、西銘順治のとりなしで、回避できたとしている。

## 備考
なお、沖縄タイムスを中国語で「冲绳时报」と表記するが、この「沖縄時報」と直接の関係はない。